# Luca Felicetti
Luca Felicetti (Cavalese, 18 agosto 1981) è un allenatore di hockey su ghiaccio ed ex hockeista su ghiaccio italiano, di ruolo attaccante.

## Carriera

### Club
Originario di Cavalese, in Val di Fiemme, Luca Felicetti si formò presso l'HC Val di Fassa, esordendo in prima squadra in Serie A nella stagione 1997-1998 con 9 punti in 33 incontri di stagione regolare. Fra il 2000 ed il 2002 si trasferì in Nordamerica per giocare nell'OPJHL e nella AWHL vestendo le maglie di tre formazioni differenti: Ajax Axemen, Port Hope Clippers e Fairbanks Ice Dogs.
Ritornato in Italia al Val di Fassa Felicetti raggiunse i migliori risultati personali nella stagione 2003-2004, quando in 40 partite disputate in stagione regolare fu autore di 23 reti e di 24 assist per un totale di 47 punti, risultando il top-scorer della squadra ladina. Nel 2009 cambiò squadra approdando al Pontebba dopo 11 stagioni di permanenza al Fassa. Dopo una prima stagione convincente, con 44 punti in 47 incontri disputati fra regular season e playoff, Felicetti fu confermato anche per la stagione 2010-2011.
Nell'estate del 2011 passò invece all'HC Valpellice, dove tuttavia non riuscì a ottenere alcun punto nelle prime 12 partite di campionato. A causa di alcuni problemi al Valpellice Felicetti risolse il proprio contratto nel mese di novembre accasandosi alla SG Cortina, dove ritrovò in panchina Stefan Mair, già allenatore del Val di Fassa.
Con il Cortina nella stessa stagione vinse la Coppa Italia, mentre nell'estate del 2012 ricevette il prolungamento per un altro anno con la squadra veneta. Nell'estate del 2014 passò al Ritten Sport, squadra campione d'Italia in carica.
Nella stagione successiva si accasò al Fassa prima di ritornare a militare in una squadra altoatesina, il Vipiteno Broncos, iscritta alla neonata Alps Hockey League. Ha annunciato il ritiro al termine della stagione 2018-2019.

### Nazionale
Dopo aver militato nelle rappresentative giovanili Under-18 e Under-20 alla fine degli anni 1990 Luca Felicetti fece il proprio esordio con la maglia della Nazionale italiana nel campionato mondiale del 2006 disputato in Lettonia. Con il Blue Team vinse due titoli di Prima Divisione nel 2009 e nel 2011, mentre nel 2012 disputò per la seconda volta in carriera i mondiali di Gruppo A. Nel 2013 prese parte al mondiale di Prima Divisione disputatosi in Ungheria. L'anno successivo partecipò al campionato mondiale disputatosi in Bielorussia. Nel 2015 prese parte al mondiale di Prima Divisione disputatosi in Polonia.

### Allenatore
Già mentre era ancora in attività, a partire dal 2017 aveva allenato nel settore giovanile dei Vipiteno Broncos.
Dopo il ritiro è stato chiamato dall'HCB Foxes Academy a far parte del coaching staff delle squadre giovanili. Dopo una stagione è passato alla guida della prima squadra, in terza serie.

## Palmarès

### Club
- Coppa Italia: 2

Cortina: 2011-2012
Renon: 2014-2015

### Nazionale
- Campionato mondiale di hockey su ghiaccio - Prima Divisione: 2

Polonia 2009, Ungheria 2011